# District de La Roche-sur-Yon
Le district de La Roche-sur-Yon est une ancienne division territoriale française du département de la Vendée de 1790 à 1795.
Il était composé des cantons de La Roche-sur-Yon, Aizenai, Belleville, Bournezeau, Les Essarts, Mareuil, Le Poiré, Saint-Jean-de-la-Chaisse et Le Tablier.